# Lallianzuala Chhangte
Chhangte Lallianzuala, noto come Zuala (Mizoram, 6 agosto 1997), è un calciatore indiano, attaccante del Mumbai City.

## Carriera

### NorthEast United
Nel 2016 passa in prestito al NorthEast United, nella Indian Super League.Esordisce il 5 novembre 2016 nella partita persa 0-1 contro il Mumbai City entrando al 73' al posto di Robin Gurung.

### DSK Shivajians
Segna il suo primo gol in carriera l'11 marzo 2017 nella partita vinta per 5 a 0 contro il Mumbai.

## Statistiche

### Presenze e reti nei club
| Stagione              | Squadra               | Campionato            | Campionato | Campionato | Coppe nazionali | Coppe nazionali | Coppe nazionali | Coppe continentali | Coppe continentali | Coppe continentali | Altre coppe | Altre coppe | Altre coppe | Totale | Totale |
| Stagione              | Squadra               | Comp                  | Pres       | Reti       | Comp            | Pres            | Reti            | Comp               | Pres               | Reti               | Comp        | Pres        | Reti        | Pres   | Reti   |
| --------------------- | --------------------- | --------------------- | ---------- | ---------- | --------------- | --------------- | --------------- | ------------------ | ------------------ | ------------------ | ----------- | ----------- | ----------- | ------ | ------ |
| 2015-2016             | DSK Shivajians        | IL                    | 2          | 0          | -               | -               | -               | -                  | -                  | -                  | -           | -           | -           | 2      | 0      |
| 2016                  | NorthEast United      | ISL                   | 1          | 0          | -               | -               | -               | -                  | -                  | -                  | -           | -           | -           | 1      | 0      |
| 2016-2017             | DSK Shivajians        | IL                    | 17         | 1          | SC              | 1               | 0               | -                  | -                  | -                  | -           | -           | -           | 18     | 1      |
| Totale DSK Shivajians | Totale DSK Shivajians | Totale DSK Shivajians | 19         | 1          |                 | 1               | 0               |                    | -                  | -                  | -           | -           | -           | 18     | 1      |
| 2017-2018             | Delhi Dynamos         | ISL                   | 18         | 3          | SC              | 1               | 0               | -                  | -                  | -                  | -           | -           | -           | 19     | 3      |
| 2018-2019             | Delhi Dynamos         | ISL                   | 19         | 5          | SC              | 1               | 0               | -                  | -                  | -                  | -           | -           | -           | 20     | 5      |
| Totale Delhi Dynamos  | Totale Delhi Dynamos  | Totale Delhi Dynamos  | 37         | 8          |                 | 2               | 0               |                    | -                  | -                  | -           | -           | -           | 39     | 8      |
| 2019-2020             | Chennaiyin            | ISL                   | 18+3       | 5+2        | SC              | -               | -               | -                  | -                  | -                  |             | -           | -           | 21     | 7      |
| 2020-2021             | Chennaiyin            | ISL                   | 20         | 4          | -               | -               | -               | -                  | -                  | -                  | -           | -           | -           | 20     | 4      |
| 2021-gen.2022         | Chennaiyin            | ISL                   | 12         | 1          | -               | -               | -               | -                  | -                  | -                  | -           | -           | -           | 12     | 1      |
| Totale Chennaiyin     | Totale Chennaiyin     | Totale Chennaiyin     | 53         | 12         |                 | 0               | 0               |                    | -                  | -                  |             | -           | -           | 53     | 12     |
| gen.-giu.2022         | Mumbai City           | ISL                   | 7          | 0          | -               | -               | -               | AFC                | 6                  | 0                  | -           | -           | -           | 13     | 0      |
| 2022-2023             | Mumbai City           | ISL                   | 20+2       | 10         | SC              | 3               | 1               | QAFC               | 1                  | 0                  | DC          | 6           | 7           | 32     | 18     |
| 2023-2024             | Mumbai City           | ISL                   | 22+3       | 7+3        | SC              | 0               | 0               | AFC                | 6                  | 0                  | DC          | 3           | 1           | 34     | 11     |
| 2024-2025             | Mumbai City           | ISL                   | 23+1       | 6          | SC              | 3               | 3               | -                  | -                  | -                  | DC          | -           | -           | 27     | 9      |
| Totale Mumbai City    | Totale Mumbai City    | Totale Mumbai City    | 78         | 26         |                 | 6               | 4               |                    | 13                 | 0                  |             | 9           | 8           | 106    | 38     |
| Totale carriera       | Totale carriera       | Totale carriera       | 188        | 47         |                 | 9               | 4               |                    | 13                 | 0                  |             | 9           | 8           | 219    | 59     |

### Cronologia presenze e reti in nazionale
| Cronologia completa delle presenze e delle reti in nazionale ― India | Cronologia completa delle presenze e delle reti in nazionale ― India | Cronologia completa delle presenze e delle reti in nazionale ― India | Cronologia completa delle presenze e delle reti in nazionale ― India | Cronologia completa delle presenze e delle reti in nazionale ― India | Cronologia completa delle presenze e delle reti in nazionale ― India | Cronologia completa delle presenze e delle reti in nazionale ― India | Cronologia completa delle presenze e delle reti in nazionale ― India |
| Data                                                                 | Città                                                                | In casa                                                              | Risultato                                                            | Ospiti                                                               | Competizione                                                         | Reti                                                                 | Note                                                                 |
| -------------------------------------------------------------------- | -------------------------------------------------------------------- | -------------------------------------------------------------------- | -------------------------------------------------------------------- | -------------------------------------------------------------------- | -------------------------------------------------------------------- | -------------------------------------------------------------------- | -------------------------------------------------------------------- |
| 25-12-2015                                                           | Kerala                                                               | Sri Lanka                                                            | 0 – 2                                                                | India                                                                | SAFF Championship 2015 - 1º turno                                    | -                                                                    | 77’                                                                  |
| 27-12-2015                                                           | kerala                                                               | India                                                                | 4 – 1                                                                | Nepal                                                                | SAFF Championship 2015 - 1º turno                                    | 2                                                                    | 46’                                                                  |
| 31-12-2015                                                           | kerala                                                               | India                                                                | 3 – 2                                                                | Maldive                                                              | SAFF Championship 2015 - Semifinale                                  | -                                                                    | 74’                                                                  |
| 13-8-2016                                                            | Thimphu                                                              | Bhutan                                                               | 0 – 3                                                                | India                                                                | Amichevole                                                           | -                                                                    |                                                                      |
| 5-9-2018                                                             | Dacca                                                                | India                                                                | 2 – 0                                                                | Sri Lanka                                                            | SAFF Championship                                                    | 1                                                                    |                                                                      |
| 9-9-2018                                                             | Dacca                                                                | India                                                                | 2 – 0                                                                | Maldive                                                              | SAFF Championship                                                    | -                                                                    | 46’                                                                  |
| 12-9-2018                                                            | Dacca                                                                | India                                                                | 3 – 1                                                                | Pakistan                                                             | SAFF Championship                                                    | -                                                                    | 68’                                                                  |
| 5-6-2019                                                             | Buriram                                                              | Curaçao                                                              | 3 – 1                                                                | India                                                                | King's Cup 2019 - Semifinale                                         | -                                                                    | 46’                                                                  |
| 7-7-2019                                                             | Ahmedabad                                                            | India                                                                | 2 – 4                                                                | Tagikistan                                                           | Intercontinental Cup 2019 - 1º turno                                 | -                                                                    |                                                                      |
| 13-7-2019                                                            | Ahmedabad                                                            | India                                                                | 2 – 5                                                                | Corea del Nord                                                       | Intercontinental Cup 2019 - 1º turno                                 | 1                                                                    | 46’                                                                  |
| 16-7-2019                                                            | Ahmedabad                                                            | India                                                                | 1 – 1                                                                | Siria                                                                | Intercontinental Cup 2019 - 1º turno                                 | -                                                                    | 90+5’                                                                |
| 5-9-2019                                                             | Guwahati                                                             | India                                                                | 1 – 2                                                                | Oman                                                                 | Qual. Mondiali 2022                                                  | -                                                                    | 60’                                                                  |
| 15-10-2019                                                           | Calcutta                                                             | India                                                                | 1 – 1                                                                | Bangladesh                                                           | Qual. Mondiali 2022                                                  | -                                                                    | 76’                                                                  |
| 25-3-2021                                                            | Dubai                                                                | India                                                                | 1 – 1                                                                | Oman                                                                 | Amichevole                                                           | -                                                                    | 79’                                                                  |
| 29-03-2021                                                           | Dubai                                                                | India                                                                | 0 – 6                                                                | Emirati Arabi Uniti                                                  | Amichevole                                                           | -                                                                    | 46’                                                                  |
| 24-9-2022                                                            | Ho Chi Minh                                                          | India                                                                | 1 – 1                                                                | Singapore                                                            | Amichevole                                                           | -                                                                    | 90+1’                                                                |
| 27-9-2022                                                            | Ho Chi Minh                                                          | Vietnam                                                              | 3 – 0                                                                | India                                                                | Amichevole                                                           | -                                                                    | 86’                                                                  |
| 22-3-2023                                                            | Imphal                                                               | India                                                                | 1 – 0                                                                | Birmania                                                             | Amichevole                                                           | -                                                                    | 70’                                                                  |
| 28-3-2023                                                            | Imphal                                                               | Kirghizistan                                                         | 0 – 2                                                                | India                                                                | Amichevole                                                           | -                                                                    |                                                                      |
| 9-6-2023                                                             | Bhubaneswar                                                          | India                                                                | 2 – 0                                                                | Mongolia                                                             | Coppa Intercontinentale 2023 - 1º turno                              | 1                                                                    |                                                                      |
| 12-6-2023                                                            | Bhubaneswar                                                          | India                                                                | 1 – 0                                                                | Vanuatu                                                              | Coppa Intercontinentale 2023 - 1º turno                              | -                                                                    | 66’                                                                  |
| 15-6-2023                                                            | Bhubaneswar                                                          | India                                                                | 0 – 0                                                                | Libano                                                               | Coppa Intercontinentale 2023 - 1º turno                              | -                                                                    |                                                                      |
| 18-6-2023                                                            | Bhubaneswar                                                          | India                                                                | 2 – 0                                                                | Libano                                                               | Coppa Intercontinentale 2023 - Finale                                | 1                                                                    | 90+1’                                                                |
| 21-6-2023                                                            | Bengaluru                                                            | India                                                                | 4 – 0                                                                | Pakistan                                                             | SAFF Championship 2023 - 1º turno                                    | -                                                                    | 76’                                                                  |
| 24-6-2023                                                            | Bengaluru                                                            | Nepal                                                                | 0 – 2                                                                | India                                                                | SAFF Championship 2023 - 1º turno                                    | -                                                                    | 64’                                                                  |
| 27-6-2023                                                            | Bengaluru                                                            | India                                                                | 1 – 1                                                                | Kuwait                                                               | SAFF Championship 2023 - 1º turno                                    | -                                                                    | 81’                                                                  |
| 1-7-2023                                                             | Bengaluru                                                            | Libano                                                               | 0 – 0 dts (2-4 dtr)                                                  | India                                                                | SAFF Championship 2023 - Semifinale                                  | -                                                                    |                                                                      |
| 4-7-2023                                                             | Bengaluru                                                            | Kuwait                                                               | 1 – 1 dts (4-5 dtr)                                                  | India                                                                | SAFF Championship 2023 - Finale                                      | 1                                                                    |                                                                      |
| 10-9-2023                                                            | Chiang Mai                                                           | Libano                                                               | 1 – 0                                                                | India                                                                | King's Cup 2023 - Finale 3º posto                                    | -                                                                    |                                                                      |
| 13-10-2023                                                           | Kuala Lumpur                                                         | Malaysia                                                             | 4 – 2                                                                | India                                                                | Pestabola Merdeka 2023 - Semifinale                                  | -                                                                    |                                                                      |
| 16-11-2023                                                           | Al Kuwait                                                            | Kuwait                                                               | 0 – 1                                                                | India                                                                | Qual. Mondiali 2026                                                  | -                                                                    | 64’                                                                  |
| 21-11-2023                                                           | Bhubaneswar                                                          | India                                                                | 0 – 3                                                                | Qatar                                                                | Qual. Mondiali 2026                                                  | -                                                                    | 83’                                                                  |
| 23-1-2024                                                            | Al Khawr                                                             | Siria                                                                | 1 – 0                                                                | India                                                                | Coppa d'Asia 2023 - 1º turno                                         | -                                                                    |                                                                      |
| 21-3-2024                                                            | Khamis Mushait                                                       | Afghanistan                                                          | 0 – 0                                                                | India                                                                | Qual. Mondiali 2026                                                  | -                                                                    | 74’                                                                  |
| 26-3-2024                                                            | Guwahati                                                             | India                                                                | 1 – 2                                                                | Afghanistan                                                          | Qual. Mondiali 2026                                                  | -                                                                    | 68’                                                                  |
| 6-6-2024                                                             | Calcutta                                                             | India                                                                | 0 – 0                                                                | Kuwait                                                               | Qual. Mondiali 2026                                                  | -                                                                    |                                                                      |
| 11-6-2024                                                            | Al Rayyan                                                            | Qatar                                                                | 2 – 1                                                                | India                                                                | Qual. Mondiali 2026                                                  | 1                                                                    | 87’                                                                  |
| 3-9-2024                                                             | Hyderabad                                                            | India                                                                | 0 – 0                                                                | Mauritius                                                            | Coppa Intercontinentale 2024 - 1º turno                              | -                                                                    |                                                                      |
| 9-9-2024                                                             | Hyderabad                                                            | India                                                                | 0 – 3                                                                | Siria                                                                | Coppa Intercontinentale 2024 - 1º turno                              | -                                                                    |                                                                      |
| 12-10-2024                                                           | Nam Dinh                                                             | Vietnam                                                              | 1 – 1                                                                | India                                                                | Amichevole                                                           | -                                                                    | 77’                                                                  |
| 18-11-2024                                                           | Hyderabad                                                            | India                                                                | 1 – 1                                                                | Malaysia                                                             | Amichevole                                                           | -                                                                    | 65’                                                                  |
| 4-6-2025                                                             | Pathum Thani                                                         | Thailandia                                                           | 2 – 0                                                                | India                                                                | Amichevole                                                           | -                                                                    | 67’                                                                  |
| 10-6-2025                                                            | Hong Kong                                                            | Hong Kong                                                            | 1 – 0                                                                | India                                                                | Qual. Coppa d'Asia 2027                                              | -                                                                    |                                                                      |
| Totale                                                               |                                                                      | Presenze                                                             | 43                                                                   |                                                                      | Reti                                                                 | 8                                                                    |                                                                      |

## Palmarès

### Club
- ISL Shield: 1

Mumbai City: 2022-2023
- Indian Super League: 1

Mumbai City: 2023-2024

### Nazionale
- SAFF Championship: 2

2015, 2023
- Coppa Intercontinentale (India): 1

2023

### Individuale
- Indian Super League Hero of the League: 1

2022-2023
- Capocannoniere della Durand Cup: 1

2022 (7 reti)